# Tonga aux Jeux olympiques d'hiver de 2018
Le Royaume des Tonga prend part aux Jeux olympiques d'hiver de 2018 à Pyeongchang en Corée du Sud. Il s'agit de la deuxième participation de ce petit État insulaire océanien aux Jeux olympiques d'hiver, où il est représenté une nouvelle fois par un seul athlète. Celui-ci ne remporte pas de médaille.

## Historique et qualification
Les Tonga, royaume de Polynésie, sont l'un des pays tropicaux à avoir pris part aux Jeux olympiques d'hiver. La première participation du pays aux Jeux d'hiver a lieu en 2014, dans des circonstances controversées. Fuahea Semi parvient à se qualifier pour l'épreuve de luge, mais se présente aux Jeux sous le nouveau nom de « Bruno Banani », dans le cadre d'un accord avec son sponsor, une entreprise allemande de lingerie. Thomas Bach, alors vice-président du Comité international olympique, dénonce cette décision qu'il juge « perverse » et « de mauvais goût ». Fuahea Semi, seul représentant de son pays, termine trente-deuxième sur trente-neuf à l'épreuve masculine de luge.

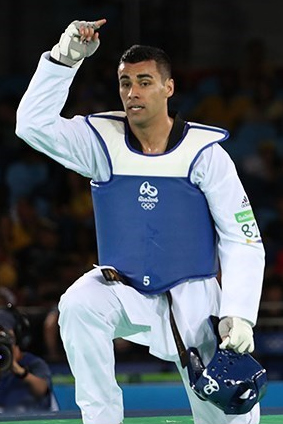
Pita Taufatofua lors des Jeux d'été de 2016.

Pour les Jeux de 2018, Pita Taufatofua est le seul Tongien à tenter de se qualifier. Il avait pris part à l'épreuve de taekwondo aux Jeux olympiques d'été de 2016 à Rio de Janeiro, où il avait été éliminé au premier tour. Porte-drapeau de la délégation tongienne aux Jeux de Rio, il avait défilé torse-nu et enduit d'huile de coco, attirant l'attention des spectateurs et des médias. Pour se préparer aux Jeux d'hiver, où il vise à se qualifier en ski de fond, il s'entraîne d'abord en rollerski sur de l'asphalte, et chausse des skis sur de la neige pour la première fois en 2017. Il atteint une partie des minima requis grâce à des épreuves de qualification sur rollerski en Colombie. Puis avec le Mexicain German Madrazo et le Chilien Yonathan Fernandez il loue une cabine dans les Alpes autrichiennes ; les trois hommes, qui se font appeler « les exotiques », sont entraînés par un coach autrichien, Thomas Jacob. Pita Taufatofua prend part sans succès à des épreuves de qualification (sur neige) en Turquie, en Pologne et en Arménie, puis participe à une dernière course à Ísafjörður, en Islande le 20 janvier 2018, la veille de la clôture des qualifications. Il parvient à compléter la course dans le temps requis, et se qualifie pour les Jeux olympiques, comme seul représentant de son pays.

## Cérémonie d'ouverture
Pita Taufatofua, seul athlète et donc porte-drapeau de la délégation tongienne, défile une nouvelle fois torse nu et enduit d'huile de coco - comme il l'avait fait à Rio de Janeiro, mais cette fois ci par une température de -10 °C à Pyeongchang.

## Athlète et résultats

### Ski de fond
Pita Taufatofua est qualifié pour l'épreuve du 15 km libre,. Il termine la course à la 114e place sur les 119 athlètes engagés (et sur les 116 ayant atteint la ligne d'arrivée), avec quelque vingt-trois minutes de retard sur le Suisse Dario Cologna, médaillé d'or. 
| Rang | Nom             | Nationalité | Temps         | Retard          |
| ---- | --------------- | ----------- | ------------- | --------------- |
| 114  | Pita Taufatofua | Tonga       | 56 min 41 s 1 | + 22 min 57 s 2 |